# Paulino Paredes
Paulino Paredes (født 1913 i Michoacan, Mexico - død 1957) var en mexicansk komponist.
Paredes studerede komposition privat hos bl.a.Miguel Bernal Jiménez. Han er mest kendt for sine religiøse værker.
Han har skrevet 2 symfonier, orkesterværker, kammermusik, sange, instrumentalværker etc.

## Udvalgte værker
- Symfoni "Provinsiel" (1945-1947) - for orkester
- Symfoni "Benjamina" (1947) - for orkester